# Citroën LNA
Citroën LN (Hélène) і Citroën LNA (Hélèna) — тридверні міські автомобілі з переднім приводом, з кузовами типу хетчбек, які вироблялися та продавались компанією Citroën з 1976 по 1986 роки в одному поколінні — як модний варіант Peugeot 104, представлений незабаром після поглинання Citroën компанією Peugeot.
Додана буква «А», яка використовується в назві LNA з більшим двигуном, означає Athlétique (Athletic).
Всього виготовили 353 383 автомобілів.

## Двигуни
- 602 см3 R06/630 Н2
- 652 см3 V06/6xx Н2
- 954 см3 108C I4
- 1124 см3 109/5F I4